# Uladzimir Hajeŭ
Uladzimir Hajeŭ (în belarusă Уладзімір Гаеў; rusă Владимир Гаев, transliterat: Vladimir Gaev; n. 28 octombrie 1977, Mazyr⁠(d), Belarus) este un fotbalist belarus retras din activitate, care a evoluat pe postul de portar. A jucat între anii 2003–2007 38 de meciuri pentru FC Dinamo București, și în prima ligă belarusă pentru FC Homiel și Slavia Mazyr. În Ucraina, a jucat doar două meciuri pentru Cernomoreț Odesa. A avut trei prezențe în echipa națională de fotbal a Belarusului.

## Palmares
Prima Ligă Bielorusă:
- Campion (3): 1996, 2000, 2003
- Locul secund (1): 1999

Cupa Belarusului:
- Campion (2): 1996, 2000
- Finalist (2): 1999, 2007/08

Liga I:
- Campion (1): 2003/04
- Locul secund (1): 2004/05
- Runner-up, Bronze (1): 2005/06

Cupa României:
- Campion (2): 2003/04, 2004/05

Supercupa României:
- Campion (1):, 2004/05

Cupa UEFA Intertoto:
- Locul secund (1): 2007